# Asplenium nidus
Asplenium nidus är en svartbräkenväxtart som beskrevs av Linné. Asplenium nidus ingår i släktet Asplenium och familjen Aspleniaceae.

## Underarter
Arten delas in i följande underarter:
- A. n. curtisorum
- A. n. musifolium

## Bildgalleri

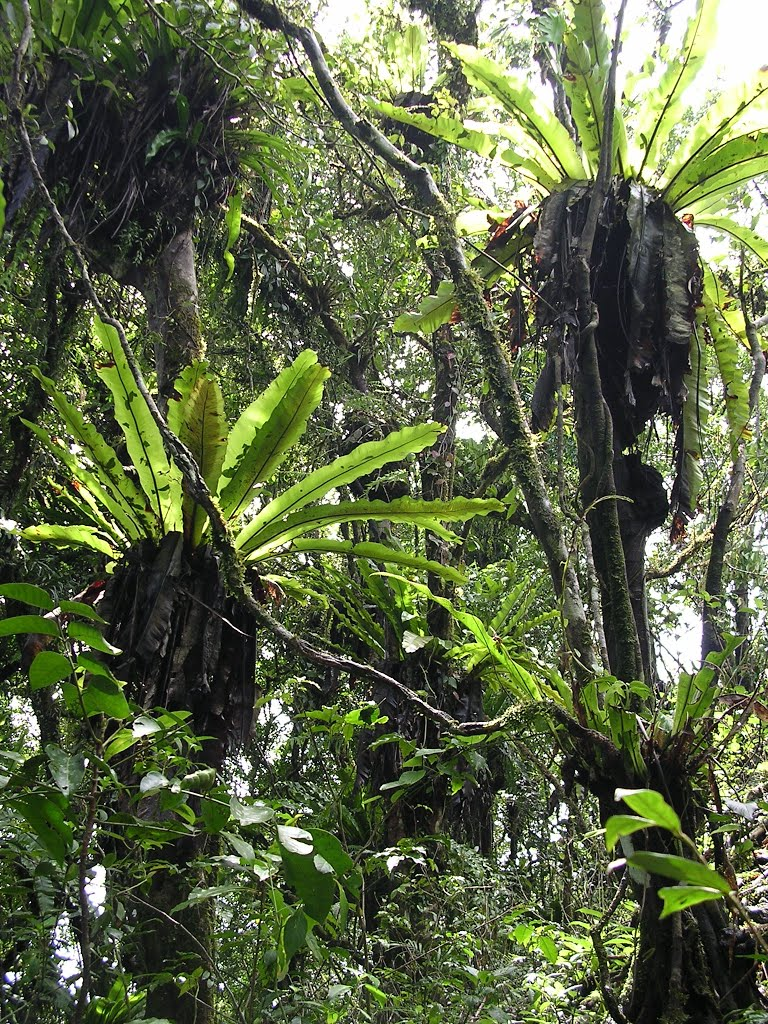
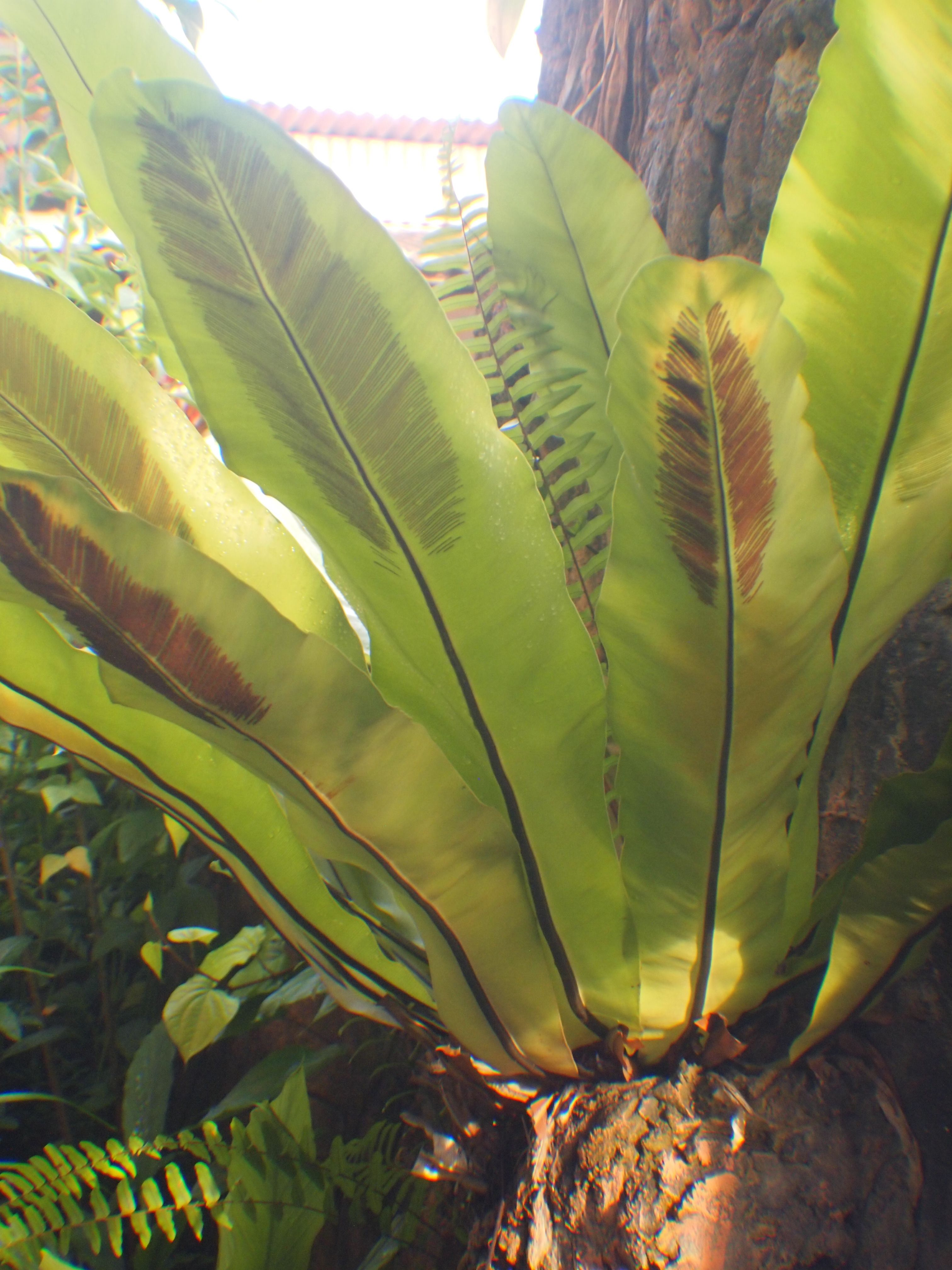
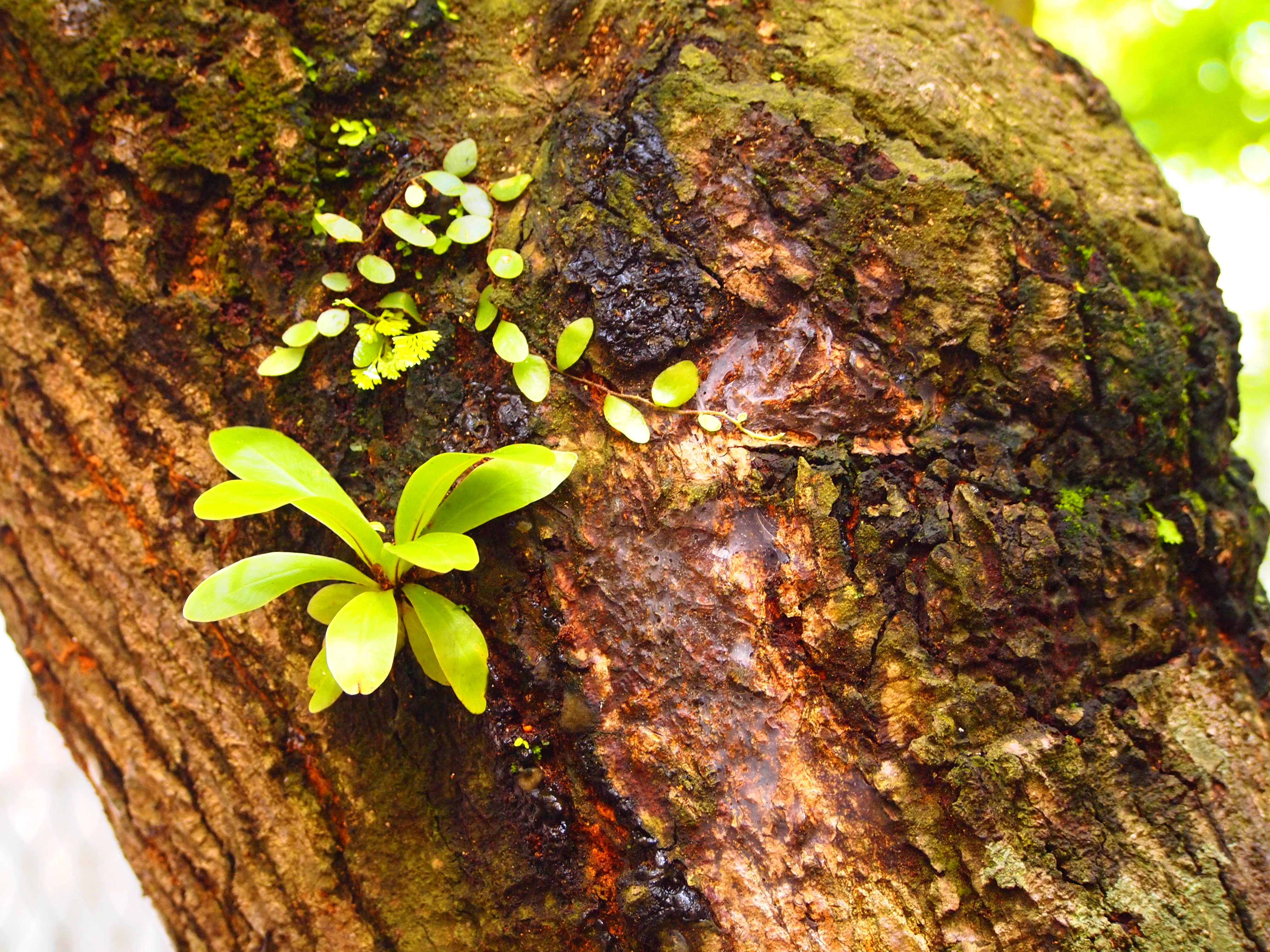